# Wieprz-Krzna-Kanal

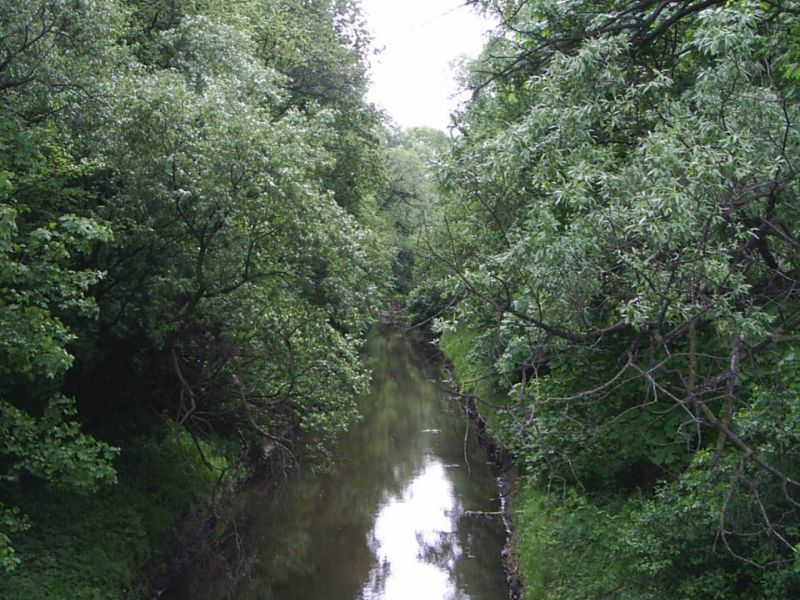
Wieprz-Krzna-Kanal in Podlasien

Der Wieprz-Krzna-Kanal, polnisch Kanał Wieprz-Krzna, ist ein 140 km langer Meliorisationskanal im Südosten Polens. Er wurde 1954 bis 1961 angelegt, ist keine vier Meter breit und nicht schiffbar. Er nimmt Wasser aus dem Wieprz auf und führt es der Krzna zu.